# Antonio Pinto Soares

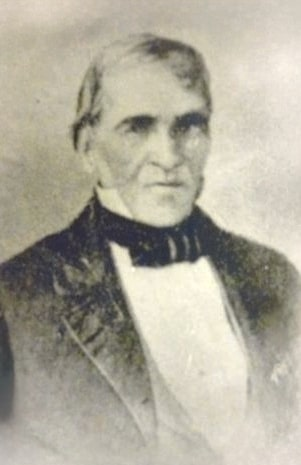
Antonio Pinto Soares

Antonio Luis Pinto Suárez (* 1780 in Porto, Portugal; † 6. April 1865 in San José, Costa Rica) war vom 11. bis 27. September 1842 Staatsoberhaupt (Jefe de Estado) von Costa Rica.

## Leben

### Herkunft und frühe Laufbahn
Seine Eltern waren María Custodia Soares und Alexandre Pinto. Antonio Pinto Soares wurde Überseekaufmann und wanderte um 1810 von Portugal nach Costa Rica aus. Am 26. April 1813 heiratete er in San José Maria del Rosario Castro Ramírez (1792–1882), die Tochter von María de la Trinidad Ramírez y Ulloa und Francisco Castro y Alvarado. Aus dieser Ehe wurden 15 Kinder geboren: José Dolores, Fernando, Mercedes, José Antonio Pinto Castro, Baltazar, Petronila, José Antonio Raimundo, Francisca, Liborio, José Concepción Pinto y Castro, Jesús, Francisco, José, Manuel und Remigio Pinto Castro.
Pinto Soares war Bergwerkseigentümer, ließ Kaffee anbauen und trieb Handel. Militärisch bekleidete er den Rang eines Generals und hatte den Oberbefehl über die republikanischen Truppen bei der Schlacht von Ochomogo. Er war Befehlshaber der Artillerietruppe von Costa Rica. 1823 agierte er als Staatsanwalt bei einem Sondergericht gegen Joaquín de Oreamuno y Muñoz de la Trinidad. Danach hatte er den Posten eines stellvertretenden Kommandierenden der Strafmilizen der Provinz Costa Rica. Schließlich wurde er zum Oberkommandierenden der Armee von Costa Rica ernannt. Ebenso hatte er eine herausragende Position auf Seiten der Regierungstruppen beim Guerra de la Liga, anschließend trat er vom Militärdienst zurück. Bei verschiedenen Gelegenheiten war er Alcalde von San José.

### Staatschef
Als José Francisco Morazán Quezada, José Rafael Carrera Turcios am 19. März 1840 in Guatemala-Stadt angreifen ließ, wurden seine liberalen Truppen geschlagen. Damit war die Zentralamerikanische Konföderation militärisch am Ende und aus allen Mitgliedsstaaten flüchteten liberale Regierungsmitglieder nach Costa Rica. Braulio Evaristo Carrillo Colina gewährte ihnen Asyl und betraute sie mit Regierungsposten. Am 11. April 1842 wurde Carrillo durch Morazán als Jefe de Estado abgelöst.
Das Parlament ernannte Morazán zum Jefe de Estado und die Einheit Zentralamerikas wurde proklamiert. Morazán wollte Nicaragua besetzen und die Union wiederherstellen. Dazu ließ er in Costa Rica 2.000 Mann ausheben und vom Parlament 50.000 Taler als Steuer bewilligen. Antonio Pinto Soares wurde zum Oberkommandierenden der Armee ernannt und putschte am 11. September 1842.
Morazán flüchtete nach Cartago, wurde festgenommen, nach San José gebracht und mit Oberst Vicente Villaseñor am 15. September 1842 füsiliert. Vom 11. bis zum 27. September 1842 war Antonio Pinto Soares Staatsoberhaupt und gab anschließend dieses Amt an José María Alfaro Zamora, welcher von den Cabildos von Costa Rica gewählt worden war.
In seiner Amtszeit wurden zu den konservativen Regierungen Zentralamerikas wieder diplomatische Beziehungen aufgenommen. Juan José Guzmán verlieh ihm den Grad eines Divisionsgenerals.

### Prozess
Nach seinem Amt als Jefe de Estado war er wieder Oberkommandierender. Die Regierung Juan Rafael Mora Porras warf ihm vor, sich gegen sie ausgesprochen zu haben und davon gesprochen zu haben, sie zu stürzen. Es wurde ein Prozess gegen ihn und seinen Sohn Liborio begonnen, welcher bald eingestellt wurde.